# Estación de Malveira
La Estación Ferroviaria de Malveira, también conocida como Estación de Malveira, es una plataforma ferroviaria de la Línea del Oeste, que sirve a la parroquia de Malveira, en el ayuntamiento de Mafra, en Portugal.

## Características

### Localización y accesos
Se encuentra junto a la localidad de Malveira, teniendo acceso por la Avenida José Franco Canas.

### Descripción física
En enero de 2011, contaba con dos vías de circulación, con 387 y 380 metros de longitud; las plataformas tenían 154 y 127 metros de extensión, mostrado ambas 70 centímetros de altura.